# Praomys hartwigi
Praomys hartwigi es una especie de roedor de la familia Muridae.

## Distribución geográfica
Se encuentra sólo en Camerún.

## Hábitat
Su hábitat natural son: montañas tropicales o subtropicales. 